# Vladimir Skočajić
Vladimir Skočajić (Mostar, Yugoslavia; 14 de octubre de 1954 – 11 de diciembre de 2024) fue un futbolista y entrenador de fútbol yugoeslavo y bosnio que jugó en la posición de extremo.

## Carrera

### Jugador
| Periodo   | Club               |
| --------- | ------------------ |
| 1977-1979 | HNK Čapljina       |
| 1979-1983 | Velež Mostar       |
| 1983-1985 | Apollon Kalamarias |
| 1985–1987 | Velež Mostar       |

### Entrenador
| Periodo   | Club            |
| --------- | --------------- |
| 2000      | Zrinjski Mostar |
| 2003-2004 | HNK Branitelj   |

## Logros
- Copa de Yugoslavia (2): 1980/81, 1985/86
- Copa de los Balcanes (1): 1980/81